# Kaula
Kaula (en hawaiano Kaʻula) es una de las islas de Sotavento de Hawái. Está situada a 34 km al suroeste de Niihau.
La isla, con forma de media luna, es parte del cráter de un volcán antiguo prácticamente sumergido. La superficie total es de 0,64 km² y la altitud máxima es de 167 metros. El océano ha erosionado el litoral creando acantilados y cuevas, particularmente la llamada cueva del tiburón, Kahakauaola.
Kaula está deshabitada pero los pescadores la frecuentan. La isla era recordada en las tradiciones orales hawaianas y se han encontrado algunos restos de su presencia, pero no hay evidencias de asentamientos permanentes. Ocasionalmente se ha utilizado como blanco para ejercicios militares de bombardeo aéreo.